# إميلي دوغان
إميلي دوغان (بالإنجليزية: Emily Duggan)‏ هي سائق سيارة سباق أسترالية، ولدت في 28 ديسمبر 1989 في بريزبان في أستراليا.